# Pastel de cerdo

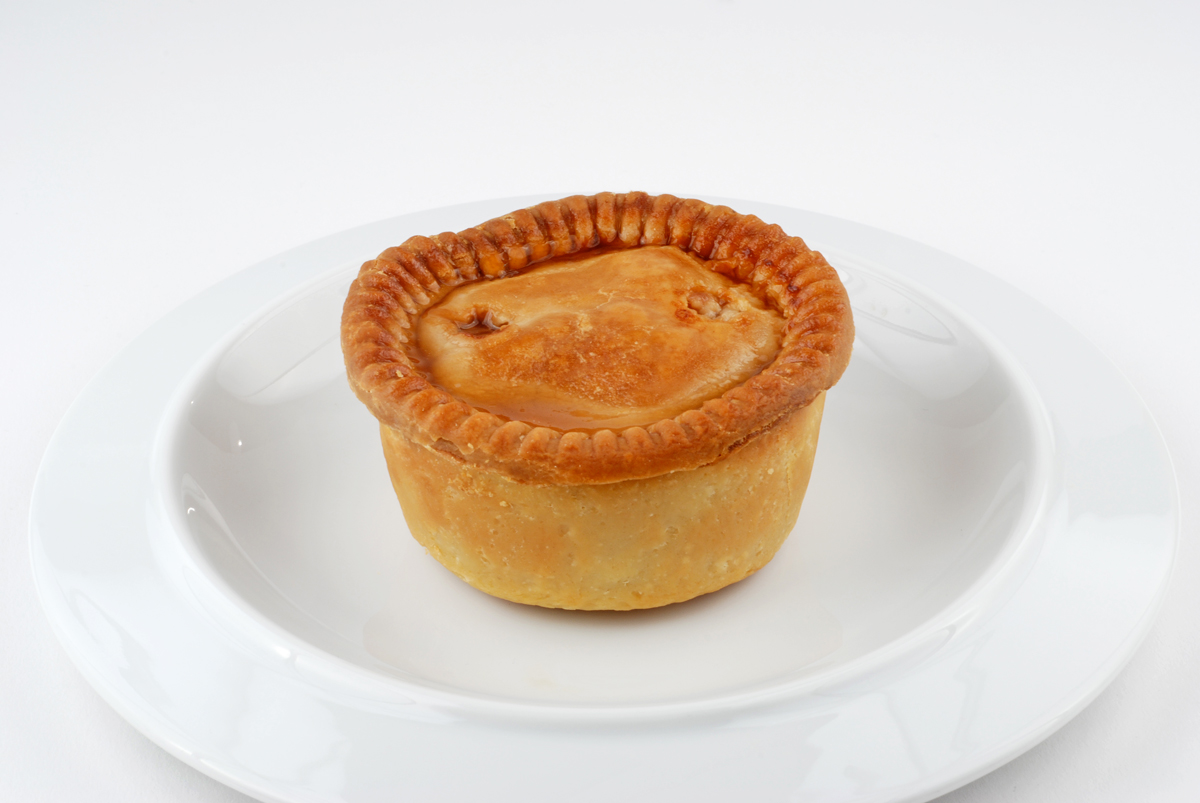
Pastel de cerdo Myer's de Keswick, Nueva York.

El pastel de cerdo es un tipo de pastel de carne tradicional de la cocina británica. Consiste en carne de cerdo picada gruesa y gelatina de cerdo envueltas en masa. Normalmente se come frío.

## Historia
El pastel de cerdo tiene su origen en la Gran Bretaña medieval. De hecho, es una de las pocas elaboraciones gastronómicas que se encuentran habitualmente en la cocina británica actual y que también serían reconocibles para cualquier persona de la Edad Media en aquel país.
En el siglo XVIII, la localidad de Melton Mowbray, en el condado de Leicestershire, adquirió una fama que perdura hasta hoy por sus pasteles de carne. Esta industria flocerió gracias a la preexistente industria local del queso, pues el suero excedente que se genera durante la producción de queso se mostró eficaz para engordar cerdos. Los pasteles de cerdo se popularizaron entre distintas clases sociales, pues eran fácilmente transportables y podían así servir como almuerzo para los trabajadores manuales y como tentempié para los aristócratas que participaban en las famosas cacerías de zorros de la zona (Leicestershire ha sido tradicionalmente uno de los principales focos de la caza del zorro en Inglaterra). Los productores locales empezaron a vender sus pasteles de cerdo fuera del condado en la primera mitad del siglo XIX: las ventas por diligencia a Londres comenzaron en 1831.
Los pasteles de cerdo de Melton Mowbray ahora están disponibles en todos los grandes supermercados del Reino Unido. En 2009 se les otorgó el estatus de denominación de origen protegida de la Unión Europea, que luego se convirtió en una marca de origen geográfico protegida del Reino Unido, lo que limita su producción a una región fija alrededor de la ciudad.

## Tipos

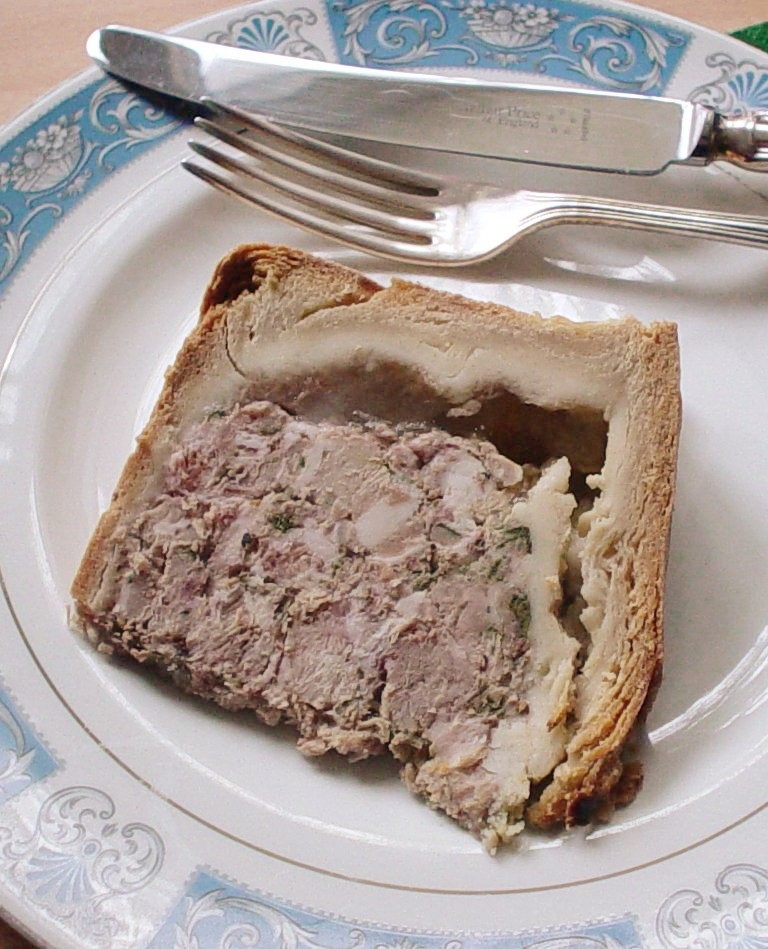
Pastel de cerdo tradicional servido frío.

Hay dos tipos principales de pastel de cerdo habitualmente disponibles en establecimientos comerciales:

### Común
El pastel común usa carne curada. Se produce a menudo en moldes, lo que da al exterior del pastel una forma muy regular y al relleno un color rosado. Por tanto es fácil, simple y barato de producir masivamente, y por esto es la elección más común adoptada por los fabricantes industriales.

### Melton Mowbray
El pastel de cerdo Melton Mowbray usa carne cruda, que en el producto final tiene un color gris. Se le da forma a mano, sin molde, y suele también tener una corteza hecha artesanalmente. Este estilo de producción da al pastel Melton Mowbray una forma ligeramente irregular tras el horneado, como sucede con cualquier pastel hecho a mano.
Debido al mayor precio del pastel Melton Mowbray, la Melton Mowbray Pork Pie Association solicitó protección bajo la normativa europea de Indicación Geográfica Protegida por la gran producción de pasteles al estilo Melton Mowbray de compañías comerciales con fábricas alejadas de Melton Mowbray, así como por el empleo de recetas diferentes de la original con carne cruda. Se le concedió amparo el 4 de abril de 2008.
Aunque Melton Mowbray es considerada la fuente tradicional de pasteles de cerdo comerciales y artesanales y el ámbito geográfico de este plato tiende a centrarse en las Midlands, otras zonas de Inglaterra también cuentan con pequeños fabricantes artesanales de pasteles de cerdo de lujo, notablemente Norfolk y Lincolnshire.

## Variantes

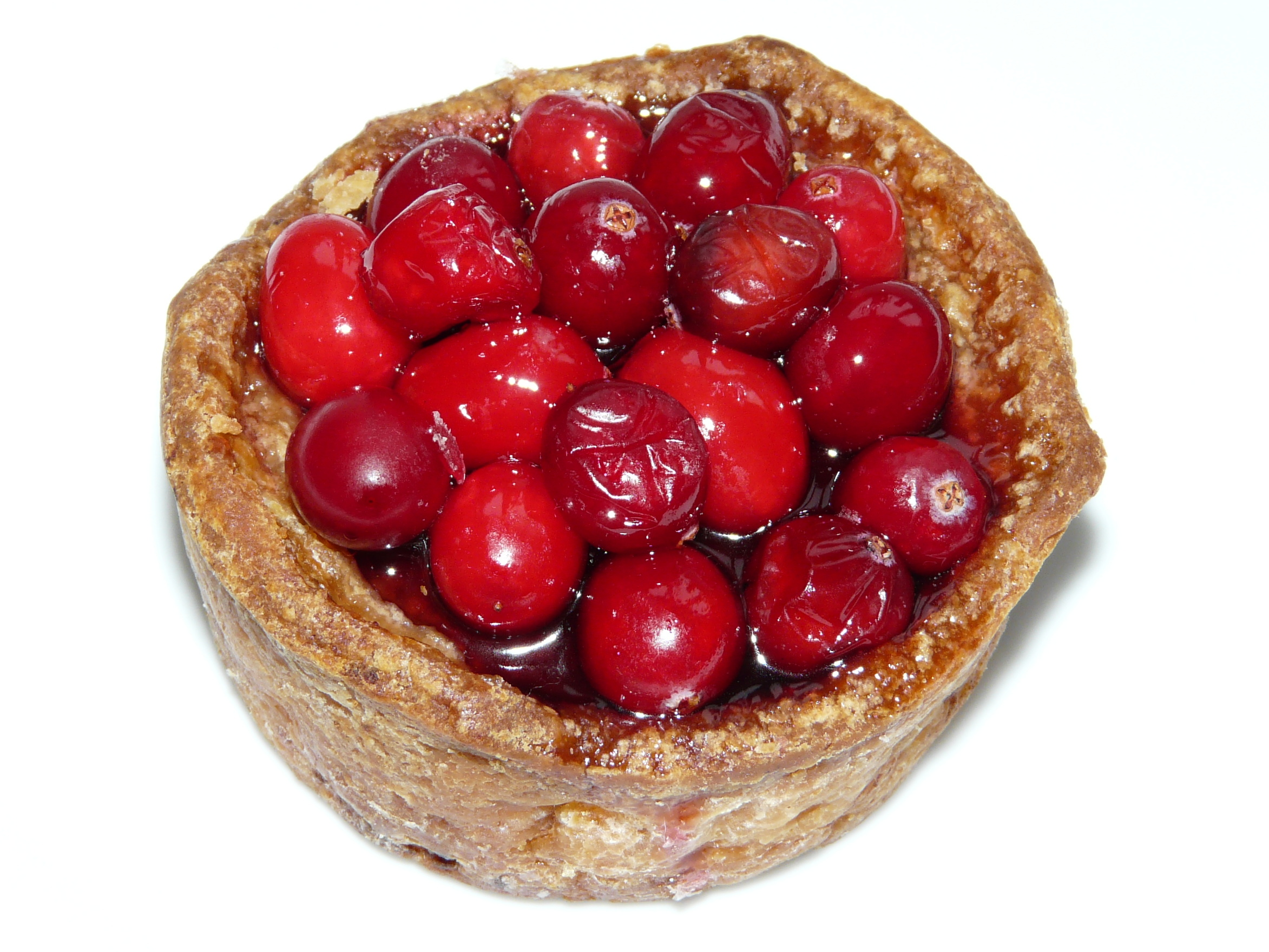
Pastel de cerdo y arándanos rojos

Los pasteles de cerdo han decrecido en popularidad y difusión en Gran Bretaña desde mediados del siglo XX, coincidiendo con el aumento de consumo de aperitivos extranjeros. Las variantes han crecido más en los últimos años, lo que podría ser una reacción de los fabricantes a las preocupaciones de salud de los consumidores, ya que los pasteles de cerdo tienden a tener un contenido calórico y de grasa muy alto
Una variante frecuente del pastel común es el pastel de gala, en el que el cerdo se mezcla con pollo y lleva un huevo duro en el centro. Los pasteles de gala suelen hornearse en latas largas parecidas a las de hacer pan, con varios huevos dispuestos a lo largo del centro. El llamado «huevo largo» en los pasteles de gala consta en realidad de varios huevos. Se separan las yemas de las claras y se vierten en un molde con forma de tubo largo donde se cuecen. La yema dura se retira del molde y se pone dentro de uno mayor, vertiéndose a su alrededor las claras. El conjunto vuelve a cocerse para endurecer las claras alrededor de las yemas. Entonces este «huevo largo» se retira del molde y se emplea para elaborar el pastel.
El pastel de picnic suele estar disponible como variante más pequeña (7–12 cm) y resulta ideal para picnics, normalmente con ingredientes extras añadidos al relleno de cerdo y gelatina, como manzana, pepinillo o panceta.
En algunos casos la tapa de masa sólida es reemplazada por una rejilla, permitiendo que el relleno de carne se vea. Ocasionalmente se prescinde completamente de ella y en su lugar se emplea una capa de arándanos sellados con áspic.